# Hieracium
Genre
Classification phylogénétique
Hieracium est un genre de plantes à fleurs appelées communément épervières, de la famille des Astéracées.
Ce sont des plantes à capitules tous ligulés et de couleur jaune (sauf Hieracium aurantiacum qui a des fleurs orange à rouges). Ce genre rassemble plus de 6 000 espèces et sous-espèces essentiellement montagnardes dont la détermination reste délicate en raison de l'action conjointe de l'apomixie, de l'hybridation et de la polyploïdie.

## Étymologie
Hieracium est un terme latin construit à partir du mot grec ancien Hierax qui désigne les rapaces diurnes plus petits que les aigles comme les faucons ou les éperviers. Cette plante est nommée ainsi car une légende rapportée par Pline prétend que certaines espèces croissant sur des parois rocheuses accessibles à ces seuls rapaces, favorisaient l'acuité visuelle des oiseaux qui absorbaient leur suc laiteux. Cette légende est peut-être due aux pétales munis de cinq dents qui évoquent grossièrement le bout des ailes de ces rapaces, ou un héritage de la théorie des signatures, en vertu de laquelle le latex de la plante était employé contre les inflammations des yeux et pour fortifier la vue,.

## Caractéristiques

### Appareil végétatif
Hémicryptophytes cespiteux ou à rosettes, les épervières sont des plantes herbacées, vivaces par des racines pivotantes à effet allélopathique et qui se multiplient par voie végétative grâce à des bourgeons adventifs écailleux souterrains ou des bourgeons axillaires à la base des souches (chez les Piloselles, cette reproduction est assurée par les stolons aériens). Les tiges, simples ou ramifiées, portent des feuilles caulinaires alternes, sessiles ou pédonculées. Les feuilles inférieures sont regroupées en rosette basale. Souvent poilue, cette plante est parfois glandulaire, ses feuilles sont alternes ou toutes basales.

### Appareil reproducteur
Les capitules renfermant chacun un grand nombre de fleurs jaune soufre (ce qui les distingue des pissenlits), parfois blanches ou blanc jaunâtre (plus rarement orangées), sont souvent groupées en panicule corymbiforme, plus rarement solitaires. Ils sont protégés par un involucre à bractées  (généralement de 5 à 21, ovales, lancéo-linéaires) imbriquées sur un rang très irrégulier ou sur plusieurs rangs ne formant pas de calicule. Le réceptacle floral à alvéoles plates est dépourvu d'écailles. Astéracée liguliflore, les fleurs sont toutes ligulées à cinq dents (correspondant à la soudure de 5 pétales). Le calice est réduit à des écailles. Le pollen possède aussi un effet allélopathique sur des plantes hétérospécifiques de la famille des Astéracées. Les fruits sont des « akènes » cylindriques comprimés, munis de 8 à 10 côtes longitudinales, nullement atténués au sommet qui est nettement tronqué. Ils sont couronnés d'une aigrette sessile de 2 rangs de 20 à 80 soies simples et roussâtres, appelée pappus, adaptée à la zoochorie et à l'anémochorie, notamment à la dispersion transocéanique des graines par le vent, ce qui favorise la spéciation allopatrique.

## Utilisations
L'épervière est dite à bon droit, au même titre que les Ronces et les Roses, « la croix des botanistes ». Les anciens regardaient plusieurs espèces (notamment l'épervière des murs appelée « la souveraine ») comme une panacée pour guérir presque toutes les maladies. Le latex blanc qui s'écoule au moindre traumatisme fut notamment utilisé pour soigner les plaies et les blessures. Les recherches actuelles confirment ces vertus : ces espèces contiennent notamment de l'acide chlorogénique aux activités pharmacologiques, des flavonoïdes aux effets protecteurs et de l'ombelliférone qui a des propriétés antibiotiques, antioxydantes, anti-inflammatoires, anti-hyperglycémiques et anti-tumorales.
Ce latex peut se coaguler en gomme brune quand on l'expose au soleil pendant quelques heures. Cet effet fut ainsi recherché par des écoliers pour obtenir un substitut du chewing-gum.
Plusieurs espèces du genre Hieracium ont servi de modèle pour les expériences de Gregor Mendel sur l'hybridation. Mendel a réalisé des croisements entre différentes espèces de Hieracium pour expliquer la constance apparente de certaines formes hybrides.

## Systématique
Hieracium murorum (L., 1753) est désigné comme le lectotype du genre Hieracium par Britton et Brown en 1913.

### Quelques espèces
Au sein des Astéracées, les principaux genres sont Senecio (1 500 espèces), Vernonia (1 000 espèces), Cousinia et Eupatorium (600 espèces), Hieracium, Helichrysum et Artemisia (500 espèces). Les épervières sont le genre d'Astéracées le plus représenté dans la flore française, avec au moins une quarantaine d'espèces recensées.
- Hieracium aurantiacum - Piloselle orangée
- Hieracium lanatum - Épervière laineuse
- Hieracium mixtum - Épervière mixte
- Hieracium murorum - Épervière des murs
- Hieracium peleterianum - Piloselle de Lepèletier
- Hieracium picroides - Épervière fausse picride
- Hieracium pilosella - Piloselle ou Épervière piloselle
- Hieracium glaucinum - Epervière bleuâtre ou Epervière précoce
- Hieracium villosum - Épervière velue

### Listes d'espèces
Selon NCBI (30 déc. 2010) :
- Hieracium abscissum
- Hieracium albiflorum
- Hieracium alpicola
- Hieracium alpinum
- Hieracium amplexicaule
- Hieracium angustifolium
- Hieracium antarcticum
- Hieracium argutum
- Hieracium argyrocomum
- Hieracium artabirense

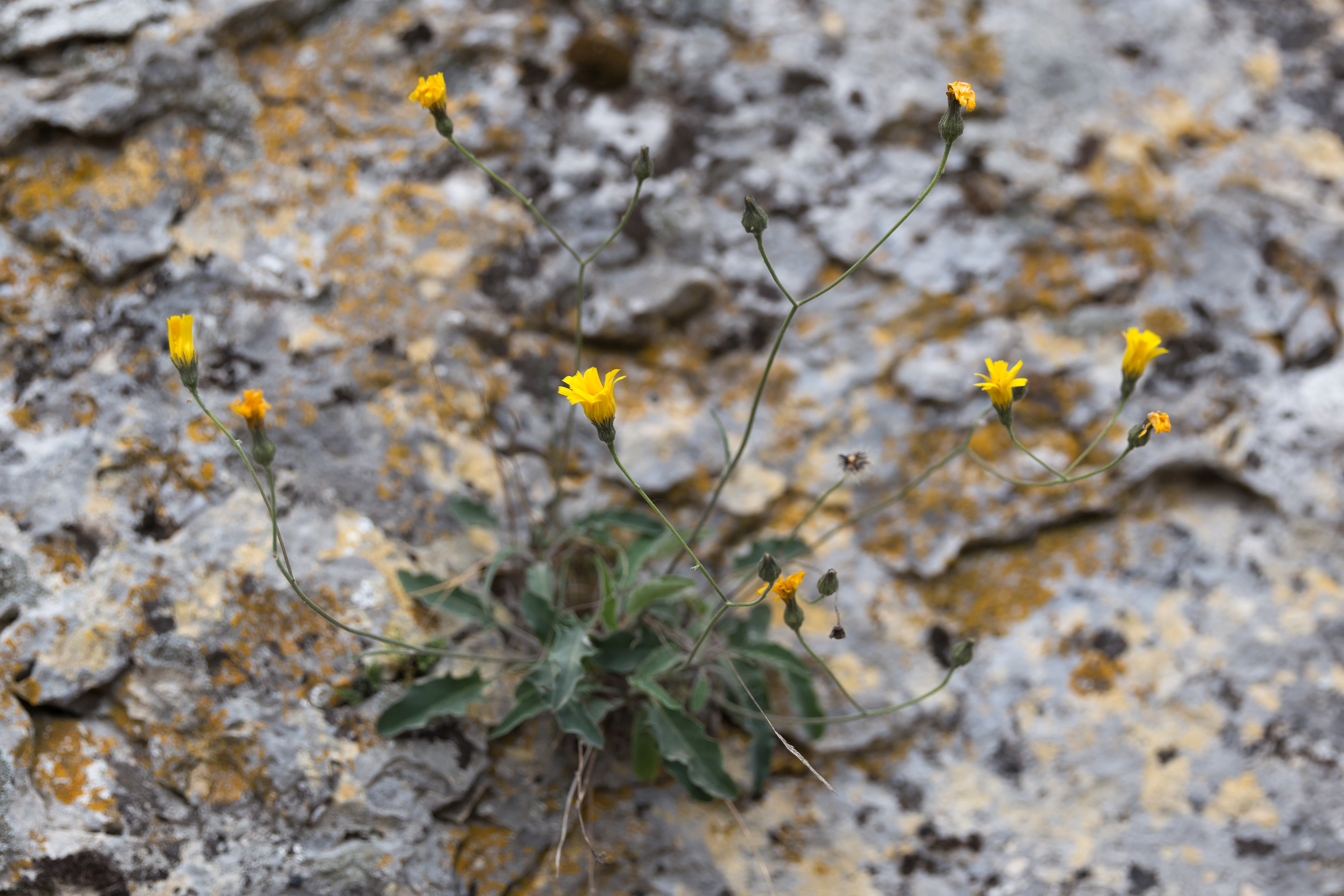
Hieracium murorum (Épervière des murs) poussant à travers une fissure de la roche à Aiguèze, France.

- Hieracium aff. asplundii asp.bol.2
- Hieracium aff. asplundii GAT-bg243
- Hieracium atratum
- Hieracium aurantiacum
- Hieracium bauhinii
- Hieracium bifidum
- Hieracium bolanderi
- Hieracium bracteolatum
- Hieracium breviscapum
- Hieracium bupleuroides
- Hieracium caesium
- Hieracium caespitosum
- Hieracium canadense
- Hieracium candidum
- Hieracium carneum
- Hieracium castellanum
- Hieracium caucasicum
- Hieracium cerinthoides
- Hieracium cordifolium
- Hieracium cryptonaevum
- Hieracium cynoglossoides
- Hieracium dubium
- Hieracium echioides
- Hieracium eriophorum
- Hieracium fendleri
- Hieracium flagellare
- Hieracium floribundum
- Hieracium frigidum
- Hieracium fritzei
- Hieracium fuscescens
- Hieracium fuscum
- Hieracium glaucifolium
- Hieracium glaucum
- Hieracium glomeratum
- Hieracium gouanii
- Hieracium greenei
- Hieracium gronovii
- Hieracium gymnocephalum
- Hieracium gymnocerinthe
- Hieracium heterogynum
- Hieracium hololeion
- Hieracium hoppeanum
- Hieracium horridum
- Hieracium hryniawiense
- Hieracium humile
- Hieracium hypopityforme
- Hieracium intybaceum
- Hieracium irasuense
- Hieracium iseranum
- Hieracium karagoellense
- Hieracium kittanae
- Hieracium lachenalii
- Hieracium lactucella
- Hieracium lactucella × Hieracium onegense
- Hieracium laevigatum
- Hieracium lawsonii
- Hieracium lazicum
- Hieracium levicaule
- Hieracium leyianum
- Hieracium longiberbe
- Hieracium longipilum
- Hieracium lucidum
- Hieracium macranthum
- Hieracium maculatum
- Hieracium managettae
- Hieracium mexicanum
- Hieracium microtum
- Hieracium mixtum
- Hieracium murorum
- Hieracium naegelianum
- Hieracium nigrescens
- Hieracium nothum
- Hieracium olympicum
- Hieracium onegense
- Hieracium onosmopsis
- Hieracium paniculatum
- Hieracium pannosum
- Hieracium parryi
- Hieracium patagonicum
- Hieracium pavichii
- Hieracium peleterianum
- Hieracium pellucidum
- Hieracium petrovae
- Hieracium pictum
- Hieracium piliferum
- Hieracium pilosella
- Hieracium piloselliflorum
- Hieracium pilosum
- Hieracium plumulosum
- Hieracium pojoritense
- Hieracium porrifolium
- Hieracium prenanthoides
- Hieracium procerum
- Hieracium pseudomirabile
- Hieracium pseudopilosella
- Hieracium racemosum
- Hieracium ramondii
- Hieracium recoderi
- Hieracium rubrum
- Hieracium sabaudum
- Hieracium sarykamyschense
- Hieracium saussureoides
- Hieracium scabrum
- Hieracium schmidtii
- Hieracium schultesii
- Hieracium scorzonerifolium
- Hieracium scouleri
- Hieracium sparsum
- Hieracium sphaerocephalum
- Hieracium stachyoideum
- Hieracium stelligerum
- Hieracium stoloniflorum
- Hieracium tamderense
- Hieracium tomentosum
- Hieracium traillii
- Hieracium transsilvanicum
- Hieracium trichodontum
- Hieracium triste
- Hieracium tubulascens
- Hieracium umbellatum
- Hieracium vahlii
- Hieracium venosum
- Hieracium verruculatum
- Hieracium villosum
- Hieracium virosum

Selon ITIS (30 déc. 2010) :
- Hieracium abscissum Less.
- Hieracium albiflorum Hook.
- Hieracium × alleghaniense Britton (pro sp.)
- Hieracium alpinum L.
- Hieracium argutum Nutt.
- Hieracium × atramentarium (Naegeli & Peter) Zahn ex Engl. (pro sp.)
- Hieracium atratum Fr.
- Hieracium aurantiacum L.
- Hieracium bolanderi A. Gray
- Hieracium × brachiatum Bethel. ex DC.
- Hieracium brevipilum Greene
- Hieracium caespitosum Dumort.
- Hieracium canadense Michx.
- Hieracium carneum Greene
- Hieracium crepidispermum Fr.
- Hieracium dovrense Lindeb. ex Nyman
- Hieracium × fassettii Lepage
- Hieracium fendleri Sch. Bip.
- Hieracium flagellare Willd.
- Hieracium × floribundum Wimm. & Grab. (pro sp.)
- Hieracium × fuscatrum Naegeli & Peter (pro sp.)
- Hieracium glomeratum Froel.
- Hieracium greenei A. Gray
- Hieracium × grohii Lepage
- Hieracium gronovii L.
- Hieracium horridum Fr.
- Hieracium inuloides Tausch
- Hieracium lactucella Wallr.
- Hieracium longiberbe Howell
- Hieracium longipilum Torr.
- Hieracium maculatum Sm.
- Hieracium marianum Willd.
- Hieracium megacephalum Nash
- Hieracium murorum L.
- Hieracium nudicaule (A. Gray) A. Heller
- Hieracium paniculatum L.
- Hieracium parryi Zahn
- Hieracium pilosella L.
- Hieracium plicatum Lindb.
- Hieracium prenanthoides Vill.
- Hieracium pringlei A. Gray
- Hieracium robinsonii (Zahn) Fernald
- Hieracium sabaudum L.
- Hieracium scabrum Michx.
- Hieracium schultzii Fr.
- Hieracium scouleri Hook.
- Hieracium scribneri Small
- Hieracium stoloniferum Viv.
- Hieracium stoloniflorum Waldst. & Kit.
- Hieracium strictum FRIES
- Hieracium traillii Greene
- Hieracium tridentatum Fr.
- Hieracium trigonophorum Ósk.
- Hieracium triste Willd. ex Spreng.
- Hieracium umbellatum L.
- Hieracium venosum L.
- Hieracium vulgatum Fr.